# Kouassi-Datèkro
Kouassi-Datèkro este o comună din departamentul Tanda, regiunea Gontougo, Coasta de Fildeș.